# Zaskalskie
Zaskalskie – polana w Małych Pieninach. Znajduje się na wschód od Wysokiej i Polany Janeczków, poniżej szczytu Smerekowej. Przed II wojną światową były to tereny rolnicze łemkowskiej wsi Biała Woda. Na znajdującym się poniżej Zaskalskiego Bosiłskim Uboczu było całe osiedle łemkowskich chyżek (domów). Przez jakiś czas funkcjonowało na opustoszałych polach uprawnych socjalistyczne gospodarstwo mleczarskie, wypasano tu owce. Na polanie pod Wysoką istnieją jeszcze ruiny bacówki (fundamenty). Socjalistyczne gospodarstwo wkrótce jednak upadło. Wypas na tych terenach przejęli gazdowie z Podhala. Ogromny obszar pastwisk ulega ze szkodą dla walorów widokowych ciągłemu zmniejszaniu się, wskutek postępującego naturalnego zalesiania. Dokonuje się też nasadzeń lasu.
Ze szlaku turystycznego prowadzącego przez Zaskalskie widoczny jest znajdujący się poniżej Wąwóz Homole, Góra Pawłowska i dolina Skalskiego Potoku. W zboczach Repowej, poniżej Bosiłskiego Ubocza bieleje wapienny mur Dziobakowych Skał, w północno-wschodnim kierunku wśród drzew widoczny skalny szczyt Watriska.
Polana w miejscowości Jaworki w województwie małopolskim, w powiecie nowotarskim, w gminie Szczawnica.
Szlaki turystyki pieszej
 od Drogi Pienińskiej grzbietem Małych Pienin przez Szafranówkę, Wysoki Wierch, Durbaszkę, Wysoką, Watrisko, Wierchliczkę, przełęcz Rozdziele do Przełęczy Gromadzkiej w Beskidzie Sądeckim.